# Laurent Michard
Laurent Michard (* 16. Januar 1915 in Saint-Etienne; † 27. Februar 1984 in Paris) war ein französischer Literaturhistoriker und Schulbuchautor.

## Leben und Werk
Michard wuchs in Aveizieux Département Loire auf (wo er auch begraben liegt). Er besuchte das Gymnasium in Saint-Etienne und wurde 1934 Student der École normale supérieure. 1937 bestand er die Agrégation de lettres und wurde Gymnasiallehrer in Toulouse, später am Lycée Henri IV in Paris. Er beendete seine Laufbahn als Inspecteur général des Unterrichtswesens.

Zusammen mit André Lagarde (der in Toulouse sein Kollege war) schuf er (für den Schulgebrauch) von 1948 bis 1962 in 6 Bänden die berühmteste und meistverkaufte Literaturgeschichte Frankreichs, den „Lagarde et Michard“, der, als Antwort des Verlags Bordas auf den „Castex-Surer“ (von Pierre-Georges Castex und Paul Surer) des Verlags Hachette, die reich bebilderte Verbindung von Biographie und Anthologie (mit Kommentar) ausbaute. Das Werk erlebte zahlreiche Auflagen bis in die Gegenwart. Zwar wurde es ab 1992 nicht mehr als Schulbuch benutzt, doch war es zu diesem Zeitpunkt längst zum Klassiker und Selbstläufer geworden.

## Veröffentlichungen (mit André Lagarde)
- Moyen Age, Paris 1948
- XVIe siècle, Paris 1949
- XVIIe siècle, Paris 1951
- XVIIIe siècle, Paris 1953
- XIXe siècle, Paris 1955
- XXe siècle, Paris 1962 (unter Mitarbeit von Raoul Audibert, Henri Lemaître und Thérèse Van der Elst)